# Thomas Cole
Thomas Cole (Bolton le Moors, Lancashire, Inglaterra, 1 de febrero de 1801-Catskill, Nueva York, 11 de febrero de 1848) fue un pintor estadounidense de origen británico, fundador de la Escuela del río Hudson. Establecido en Nueva York en 1825, empezó a pintar paisajes de la zona del río Hudson, con el objetivo de lograr «un estilo elevado de paisaje» en el que el mensaje moral fuese equivalente al de la pintura de historia. Pintó también temas bíblicos.

## Biografía

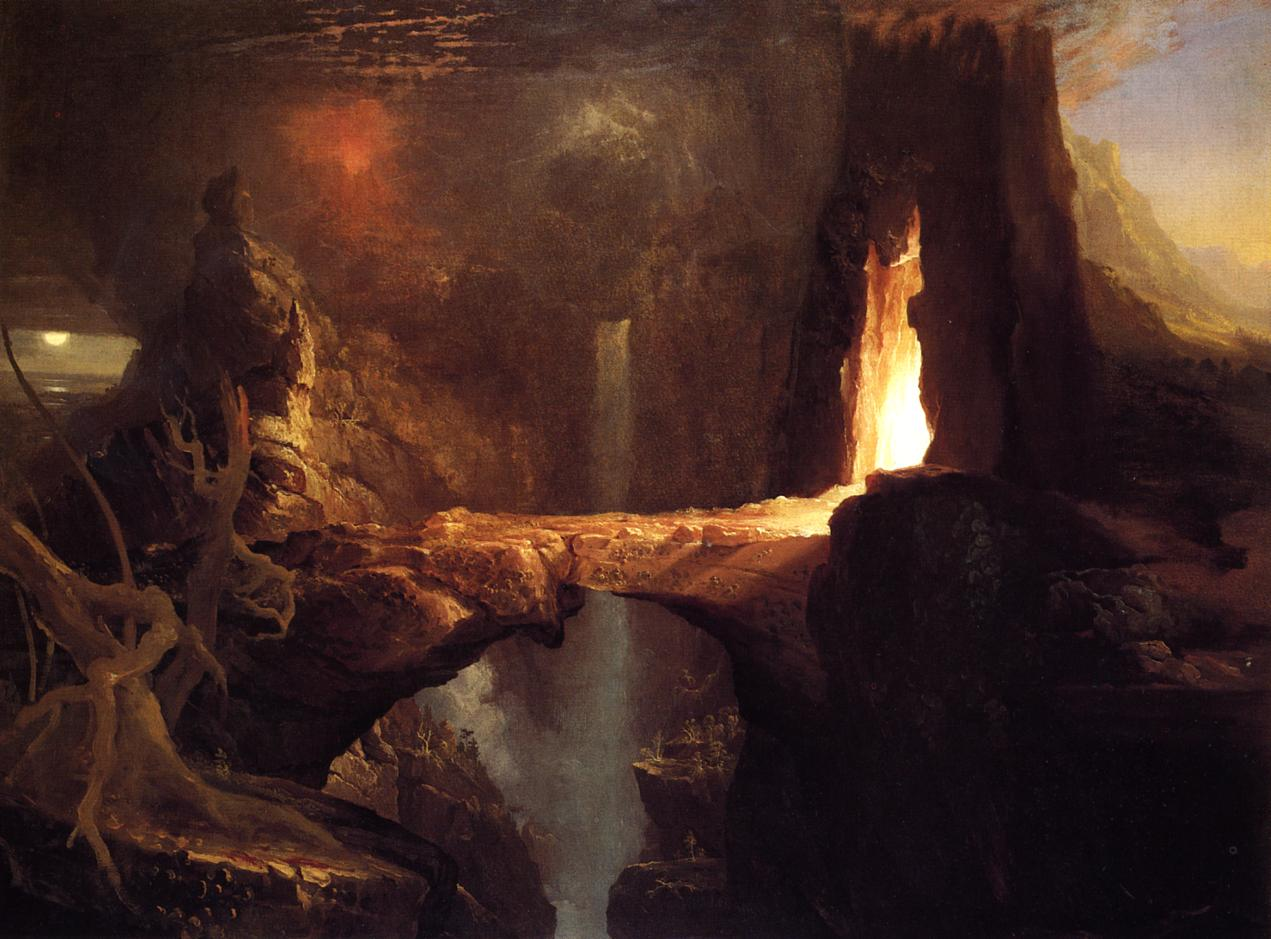
Expulsión. Luna y luz de fuego (1828), Museo Thyssen-Bornemisza, Madrid

Comenzó su carrera artística como xilógrafo. En 1819 emigró a Estados Unidos con sus padres y continuó trabajando como grabador. En 1823 comenzó a estudiar en la Academia de Bellas Artes de Pensilvania en (Filadelfia) y a pintar paisajes. También elaboraba retratos para ganarse la vida.
Dos años después se trasladó a Catskill, en el estado de Nueva York, sobre el río Hudson. Pronto adquirió fama por sus paisajes de tono alegórico y romántico, que están considerados como las primeras pinturas paisajísticas importantes de su país. Se centró en los paisajes de la ribera del río Hudson, así como en las montañas de Catskill y las Montañas Blancas de New Hampshire. Estas obras tuvieron un notable éxito y se vendieron con rapidez en Nueva York, Baltimore y Hartford, gracias también a la ayuda del prominente pintor de historia John Trumbull, quien vio sus cuadros en un escaparate y los recomendó a sus amigos.
Cole tomaba apuntes al aire libre y luego elaboraba sus obras en el taller. Concebía el paisaje como un escenario de contenido simbólico, que expresaba ideas espirituales y filosóficas, en consonancia con el paisajismo de corte romántico que se practicaba por entonces en Europa. En su obra se percibe una concepción trinitaria: arte, religión y naturaleza forman un conjunto estructurado y armónico. Así, aunque algunos de sus paisajes son plenamente naturalistas (como Cascadas de Kaaterskill, 1826), en otros sirven de escenario para desplegar un mensaje de contenido simbólico, como en su serie El viaje de la vida (1840), formado por cuatro lienzos que representan la infancia, la juventud, la madurez y la vejez.
Entre 1829 y 1832 y entre 1841 y 1842 viajó por Europa, donde estudió el arte europeo y recibió la influencia de los pintores ingleses Joseph Mallord William Turner y John Martin. Su mayor estancia fue en Florencia, donde se alojó con Horatio Greenough. Fue en este viaje donde comenzó sus obras de sentido histórico o alegórico, como sus series El curso del imperio (1836, New York Historical Society) y  El viaje de la vida (1840, Munson-William-Proctor Institute, Utica).
Debido a su fama, atrajo a un grupo de paisajistas estadounidenses que luego llegarían a ser conocidos como la Escuela del río Hudson: Asher Brown Durand, Albert Bierstadt, Frederic Edwin Church, Jasper Francis Cropsey, etc. Esta escuela se dedicó a la exaltación del paisaje americano, al que identificaban como el nuevo Edén, con predilección por una naturaleza salvaje y grandilocuente, a menudo con efectos lumínicos y atmosféricos de carácter dramático. Esta escuela fue la primera de carácter nacional en Estados Unidos y, aunque en sus raíces hay alguna influencia del paisajismo europeo, sus soluciones son modernas y originales, lo que supuso el punto de arranque de la pintura estadounidense autóctona. Su obra influyó también en el llamado luminismo americano.

## Obras destacadas
- Lago con árboles muertos (1825)
- Amanecer en las Catskill Mountains (1826)
- Cascadas de Kaaterskill (1826)
- Expulsión del jardín del Edén (1828)
- El descenso de las aguas del Diluvio (1829)
- El meandro, o Vista desde Mount Holyoke después de una tormenta (1836)
- "The Notch", vista de un paso de montaña (1839)
- El viaje de la vida (1842)

## Galería

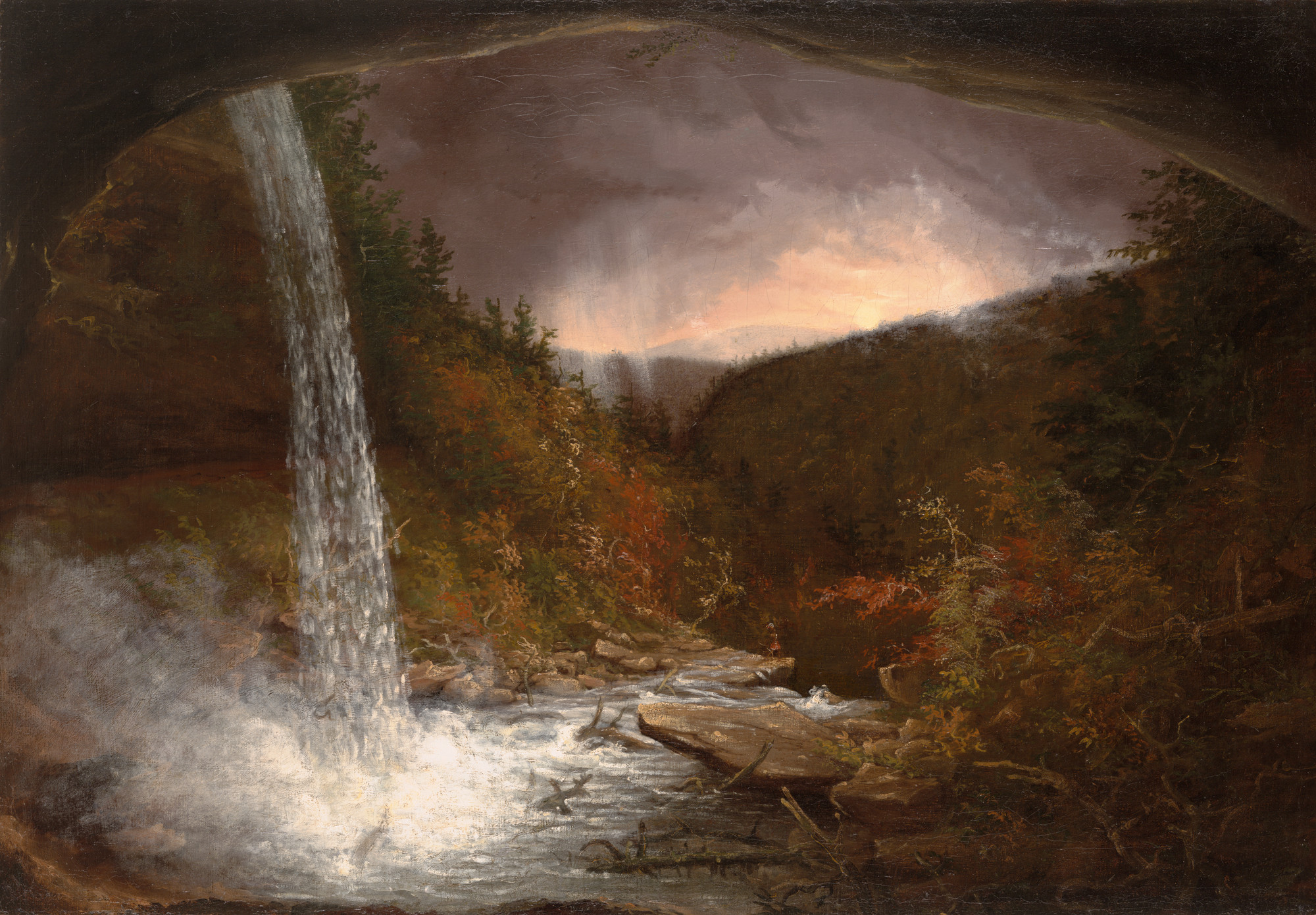
Cataratas de Kaaterskill (1826), Wadsworth Atheneum, Hartford
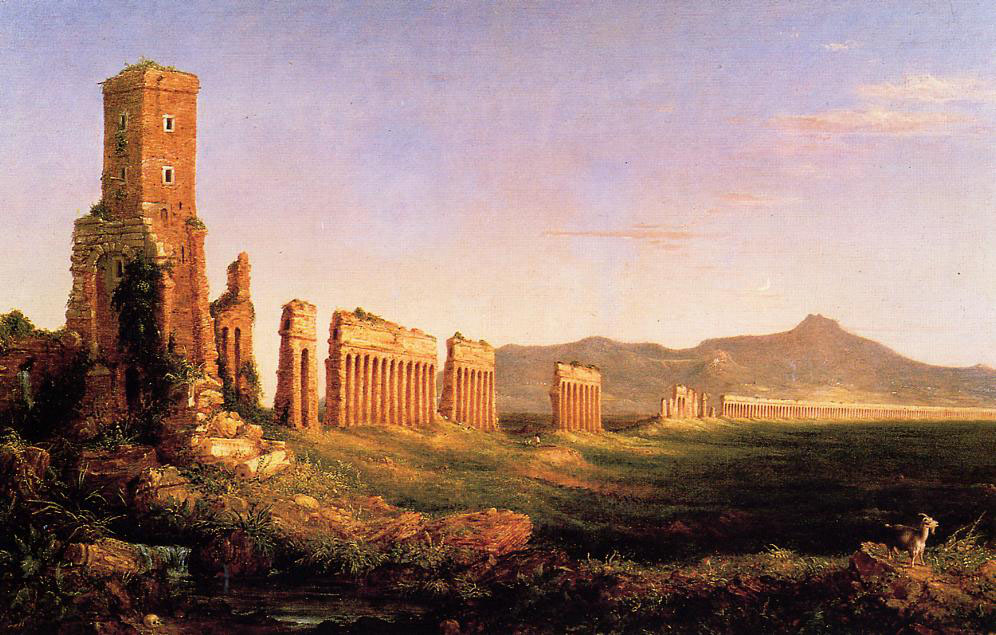
Acueducto cerca de Roma (1832)
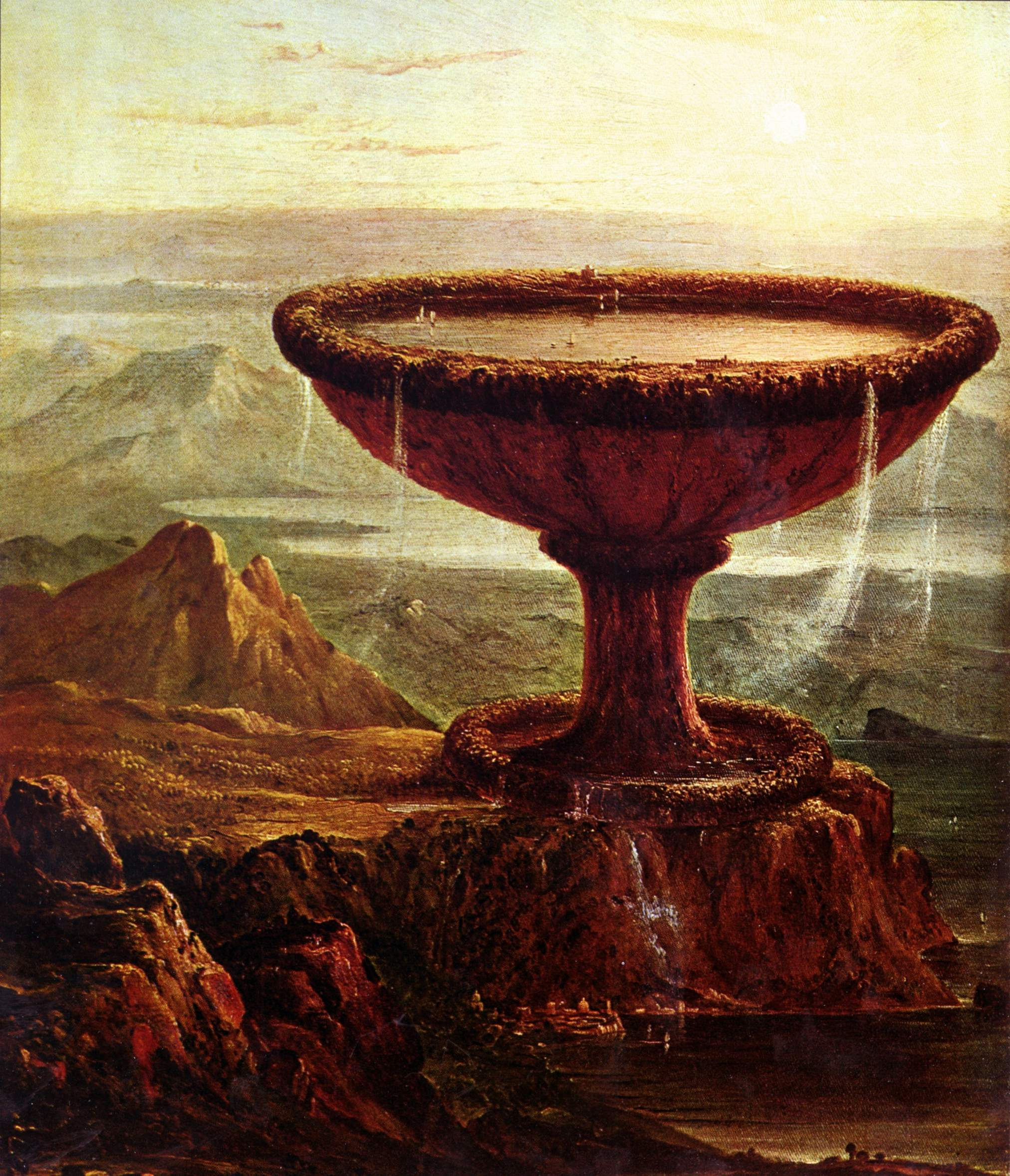
La copa del gigante (1833), Museo Metropolitano de Arte, Nueva York
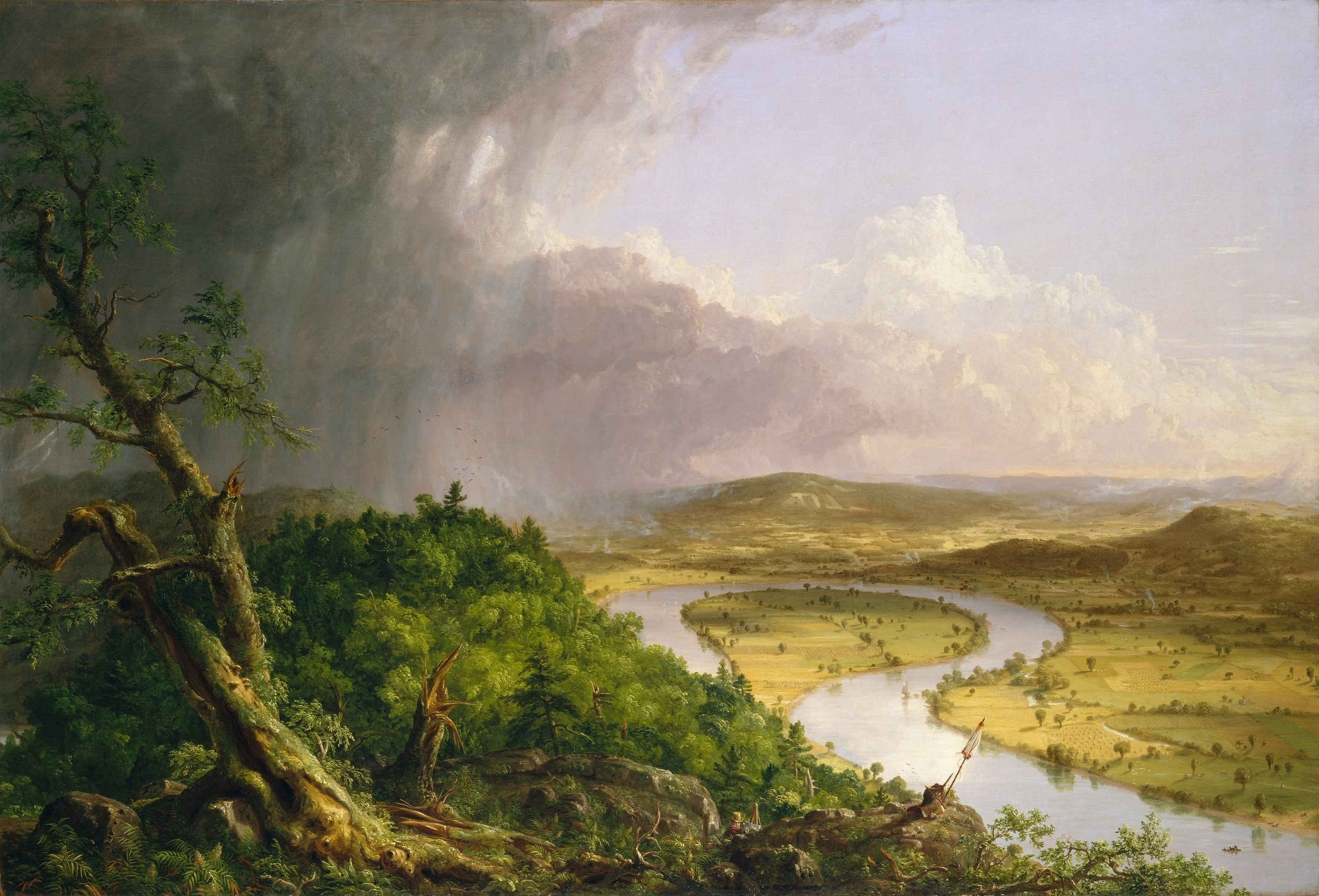
The Oxbow (1836), Museo Metropolitano de Arte, Nueva York
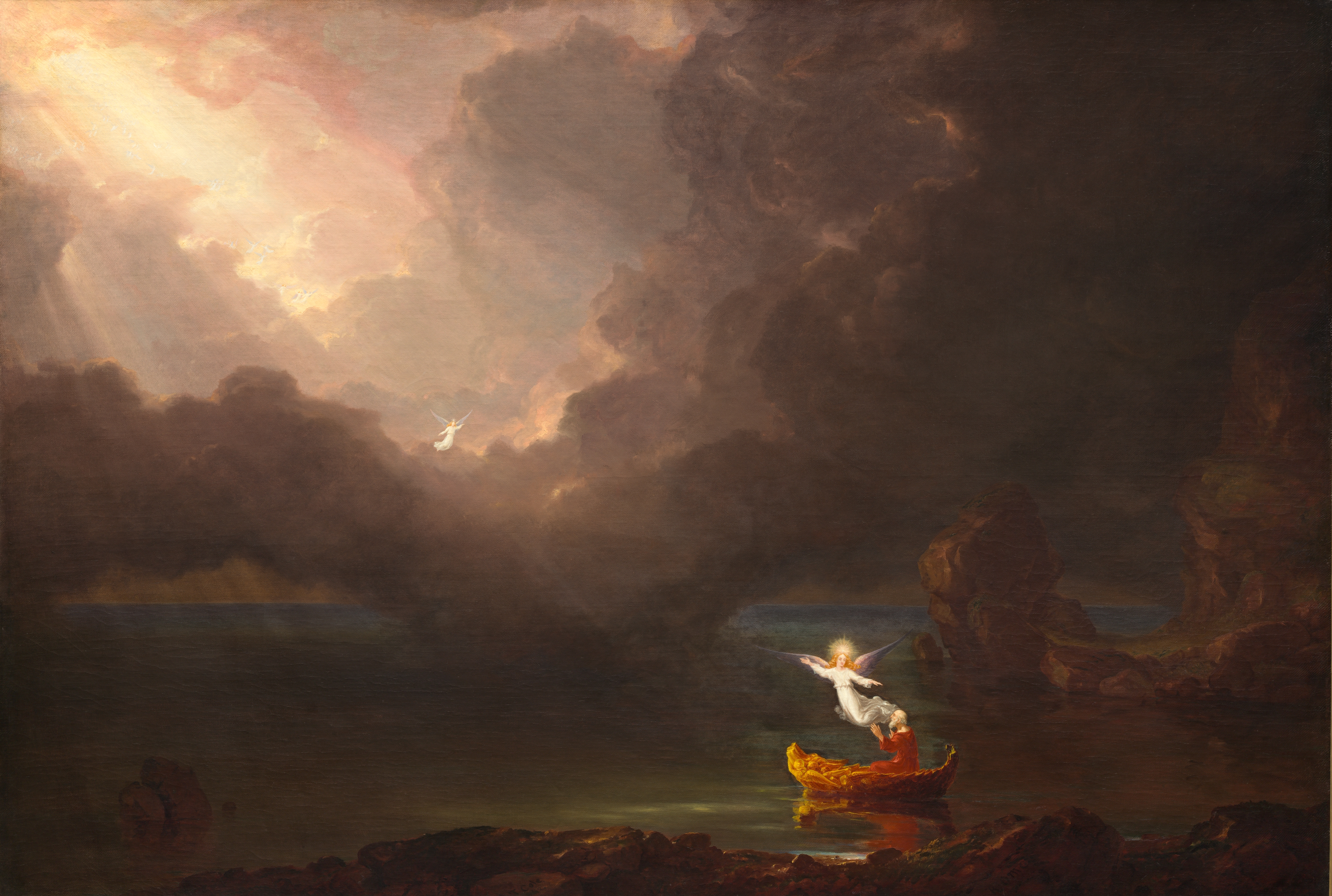
El viaje de la vida: Vejez (1842), National Gallery of Art, Washington D.C.
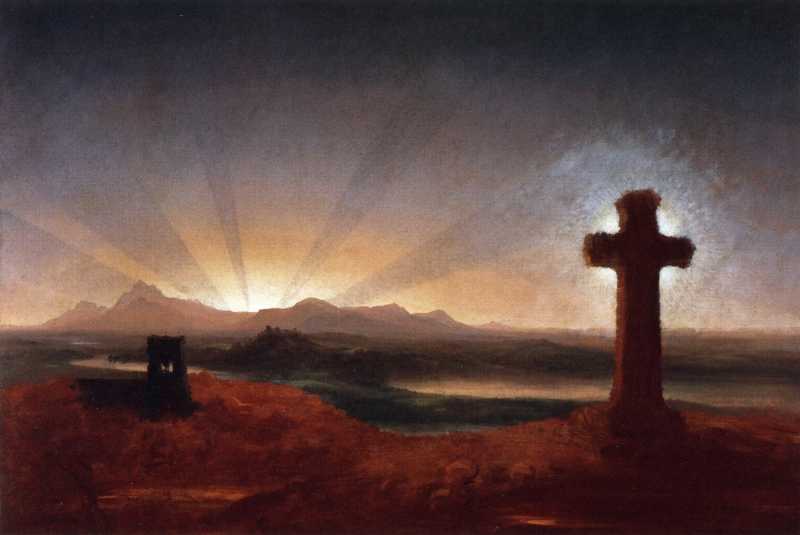
Cruz al atardecer (1848), Museo Thyssen-Bornemisza, Madrid